# Източен равнец
Източният равнец (Achillea leptophylla) е вид растение от семейство Сложноцветни (Asteraceae).
Таксонът е описан за пръв път от Фридрих Аугуст Маршал фон Биберщайн през 1808 година.